# Linode
Linode（リノード）は、Linuxベースの仮想マシンとクラウドインフラストラクチャの提供に重点を置いたアメリカのクラウドホスティングプロバイダであった。  
2003年の設立当初から、Linodeは仮想専用サーバ（VPS）ホスティングを提供していた。  
Linodeは2022年2月にアカマイ・テクノロジーズに9億ドルで買収された
。

## 歴史
Linode（Linuxとnodeを組み合わせたかばん語）は、2003年にクリストファー・アーカーによって設立された。アーカーはフロリダ州のフルセイル大学の卒業生である。同社は、中小企業にLinuxベースの仮想サーバを提供することに注力していた。2008年に本社をニュージャージー州ギャロウェイに移転し、2018年にはペンシルベニア州フィラデルフィアの歴史あるコーンエクスチェンジ銀行ビルに移転した。  
2022年2月15日、アカマイ・テクノロジーズは9億ドルでLinodeを買収する意向を発表した。アカマイの創設者兼CEOのトム・レイトンは、「Linodeの開発者に優しいクラウドコンピューティング機能と、アカマイの市場をリードするエッジプラットフォームおよびセキュリティサービスを組み合わせることを目指している」と述べた。  

## 製品とサービス
2019年11月現在、Linodeは、高メモリ要件、専用CPUリソース、GPUに直接アクセスできる仮想マシンなど、特定の顧客ニーズを満たすオプションを備えた、複数の種類の仮想化ベースのコンピューティングサービスを提供している。Linodeは、ネットワークベースのストレージおよびバックアップサーバーでサービスを提供している。  
2013年9月、Linodeは、ユーザーがLinode Cloud Managerからインスタンスのパフォーマンス指標を表示できるLinux用のシステムパフォーマンス監視パッケージであるLongviewをリリースした。2019年10月下旬、Linodeは、顧客が大規模な非構造化データを保存できるように、S3互換オブジェクトストレージサービスを開始した。2019年11月11日、CNCF KubeConで、LinodeはマネージドKubernetesエンジンサービスの提供を発表した。

## セキュリティインシデント
2012年3月、ビットコイン暗号通貨を保有していたLinodeの顧客8人のアカウントが侵害された。これにより、約40,000ビットコインが盗まれた。 
Hack The Planet（HTP）は2013年にLinodeのWebサーバにアクセスした。このグループはAdobeのColdFusionアプリケーションサーバの技術的な脆弱性を悪用した。Linodeはすべてのアカウントパスワードをリセットし、HTPは財務上の機密情報を復号化できなかったと述べた。2013年5月、Linodeは自社のサービスに多要素認証を導入する計画を発表した。  
2015年のクリスマスから2016年1月10日まで、Linodeは大規模で頻繁なDDoS攻撃を受けた。これは、Linodeのビジネスに多大な損害を与えようと大量のボットネット容量を購入した「悪質な人物」によって引き起こされた。Linodeは2016年のレイバー・デー週末にも、別の深刻なDDoS攻撃の被害に遭った。  
2023年4月から2023年10月まで、ロシア最大のXMPPメッセージングサービス（jabber.ru）のLinodeとHetznerのトラフィックが中間者攻撃によって傍受された。  